# Walking in the Air
Píseň Walking in the Air (česky Procházka vzduchem) složil v roce 1982 Howard Blake pro animovaný film Sněhulák (The Snowman) natočený podle stejnojmenné obrázkové knihy Raymonda Briggse z roku 1978 v režii Dianne Jacksonové.
Film líčí dobrodružství malého chlapce s oživlým sněhulákem, se kterým letí za severní polární kruh.

## Interpreti
Ve filmu zpívá píseň sborista chóru katedrály sv. Pavla tehdy třináctiletý Peter Auty. V jeho podání byla vydána ještě v roce 1985 a 1987.
V roce 1985 nazpíval novou verzi pro televizní reklamu čtrnáctiletý velšský zpěvák Aled Jones. Tato verze si získala velkou popularitu a v britské hitparádě dosáhla na 5. místo. Tato popularita a fakt, že se jméno Petra Autyho neobjevilo v titulcích filmu, způsobily, že většina posluchačů považovala Aleda Jonese za původního interpreta.
Již v roce 1983 se objevily první coververze, a to:
- hardrocková skupina Rainbow jako kytarovou instrumentálku Snowman na albu Bent Out of Shape
- skupina Tangerine Dream použila melodii jako součást soundtracku k filmu The Keep

V dalších letech se stala píseň velmi oblíbenou u nejrůznějších interpretů napříč žánry. Do roku 2017 ji natočilo více než 40 různých interpretů.
vybraná provedení:
- 1994 – George Winston jako pianovou orchestrálku na albu Forest
- 1998 – skupina Nightwish na albu Oceanborn
- 2000 – dvanáctiletá Hayley Westenra na demo CD a 2001 na albu Hayley Westenra
- 2001 – jedenáctiletý Declan Galbraith na kompilačním albu Christmas Hits: 50 Festive Favourites
- 2003 – Cliff Richard na albu Cliff at Christmas
- 2004 – Chloë Agnew na albu Walking in The Air
- 2005 – Tarja Turunen na albu Henkäys Ikuisuudesta
- 2006 – skupina Angelis na svém debutním albu Angelis
- 2007 – šestiletá Connie Talbot na albu Over the Rainbow
- 2007 – Aled Jones mixovaný duet s nahrávkou z roku 1985 na albu You Raise Me Up-The Best of Aled Jones
- 2008 – Andrew Johnston a Faryl Smith na albu One Voice
- 2010 – Kurt Nilsen s orchestrem Kringkastingsorkesteret na albu Have Yourself a Merry Little Christmas